# Frederico Mendes
Frederico Mendes (Rio de Janeiro) é um repórter fotográfico brasileiro. Atua desde 1970.
Frederico Mendes é jornalista e repórter fotográfico brasileiro desde 1970.Começou sua carreira na Revista Manchete, tornando-se mais tarde editor de fotografia da mesma publicação. Foi correspondente da revista em Nova York, em Paris, Tóquio e correspondente de guerra na África (Angola e Moçambique), no Oriente Médio (Líbano e Israel) e na América Central(Nicarágua e El Salvador). Realizou editoriais de moda para revistas como Marie Claire, Elle, Vogue, entre outras.Colaborou para publicações como Time, Stern, Paris-Match e Newsweek. Faz fotos de publicidade para várias agências brasileiras e fotografou capas de discos para artistas conceituados como Roberto Carlos, James Taylor, Caetano Veloso, Raul Seixas, Barão Vermelho, Zé Ramalho, Gal Costa, Martinho da Vila,e Frank Sinatra. Cobriu quatro Copas do Mundo (Alemanha 1974, Argentina 1978, Estados Unidos 1994 e Brasil 2014), três Olimpíadas (Montreal 1976, Los Angeles 1984 e Rio 2016) e vários campeonatos brasileiros. Torce pelo Flamengo desde 1953. Além de fotógrafo, Frederico é designer, ilustrador, pintor e poeta. É autor do livro de fotografias Arpoador, com texto do escritos Gilberto Braga lançado em 2015, e tem suas fotos expostas em vários museus nacionais e internacionais. 